# 陈亚琼
陈亚琼（1956年—），女，福建永春人，中国排球运动员。曾获得1981年世界杯和1982年世锦赛冠军。她退役後被派到香港新華社工作，過渡到之後的中聯辦，擔任宣傳文體部副部長。